# 塞奇威克鎮區 (堪薩斯州哈維縣)
塞奇威克鎮區（英語：Sedgwick Township）為美國堪薩斯州哈維縣轄下的鎮區。2010年美国人口普查中此鎮區人口有1,833人。

## 地理
塞奇威克鎮區涵蓋總面積為92.6平方（35.74平方英里），其中陸地面積為92.6平方（35.74平方英里），水域面積為0平方（0.00平方英里）或0.00%。海拔高度424（1,391英尺）。

## 人口統計
根據2010年美國人口普查，塞奇威克鎮區人口有1,833人，其中男性有912人，女性有921人，人口密度為每平方公里19.81人，住房計688戶。鎮區內的白人有1,757人，非裔美國人有3人，美洲原住民有14人，亞裔美國人有7人，太平洋島裔美國人有0人，其他種族有23人，混血種族則有29人。此外鎮區內有62人為西班牙裔或拉丁裔美國人。此鎮區之年齡中位數為38.7歲，而男性年齡中位數為38.2歲，女性年齡中位數為39.2歲。